# حمض البولينيك
حمض البولينيك هو حمض دهني غير مشبع له الصيغة الكيميائية C20H38O2 مع وجود رابطة مزدوجة واحدة في البنية تقع على الكربون رقم 7 من الطرف الميثيلي للسلسلة، ولذلك فهو يصنف من أحماض أوميغا 7.

## الوفرة الطبيعية

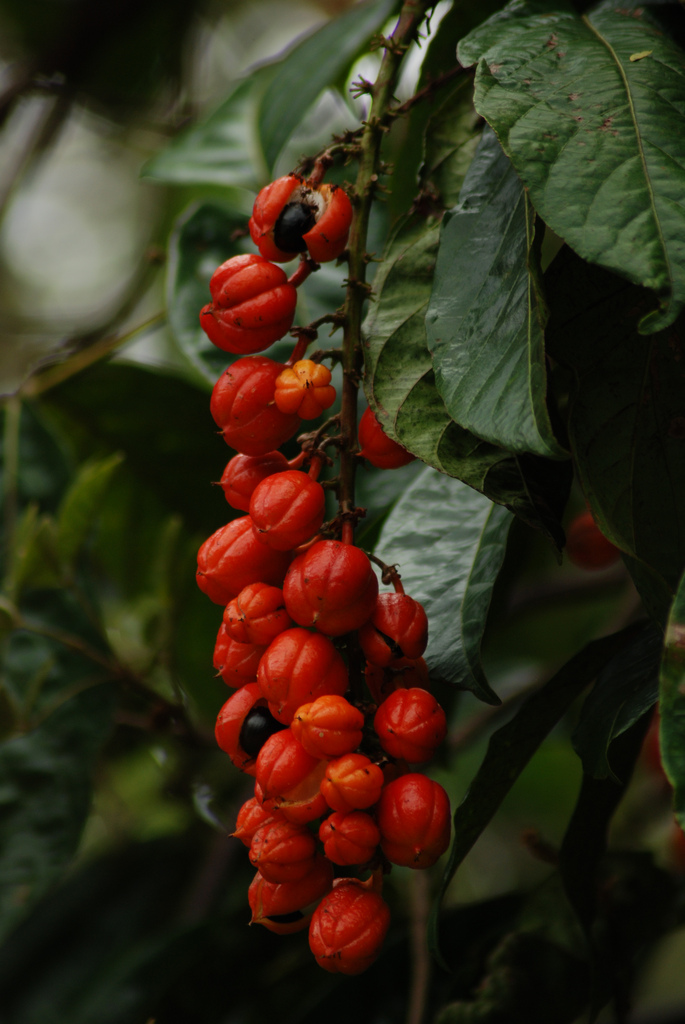
الجوارانا الأصلية من البرازيل.

يوجد المركب طبيعياً في عدد من الزيوت النباتية مثل زيت الغوارانا، التي لها الاسم العلمي Paullinia cupana، ومنه اشتق الاسم الدارج.